# (1854) Skvortsov
(1854) Skvortsov est un astéroïde de la ceinture principale découvert le 22 octobre 1968 par l'astronome russe Tamara Mikhaylovna Smirnova.

## Historique
Le lieu de découverte, par l'astronome russe Tamara Mikhaylovna Smirnova, est Nauchnyj.
Sa désignation provisoire, lors de sa découverte le 22 octobre 1968, était 1968 UE1.